# مدخل كوميالون
مدخل كوميالون هو مدخل على ساحل كولومبيا البريطانية بكندا. تقع على الجانب الشرقي من الطرف الشمالي لقناة غرينفيل المواجهة لجزيرة بيت. يقع مدخل كوميالون بين الاختراق البركاني ومنطقة قص قناة غرينفيل، ويحده صخور يعود تاريخها إلى الألبي (102.6±3.7 سنة).

## السمات
الميزات المتصلة بالمدخل هي:
خريطة جميع الإحداثيات باستخدام: خريطة الشارع المفتوحة
تحميل الإحداثيات على النحو التالي:
جزيرة كوميالون، تقع على الجانب الشمالي من المدخل 53°51′24″N 130°01′29″W.
بحيرة كوميالون، ذراع صغير على الجانب الشمالي من المدخل 53°53′03″N 129°59′20″W.
```
متصلة بها عبر:
```

مضيق كوميالون، مضيق قصير عند 53°52′25″N 129°59′11″W.
خور كوميالون، وهو جدول قصير يغذي بحيرة كوميالون من الشمال الغربي، ويدخله عند 53°52′41″N 129°58′02″W.

## صور

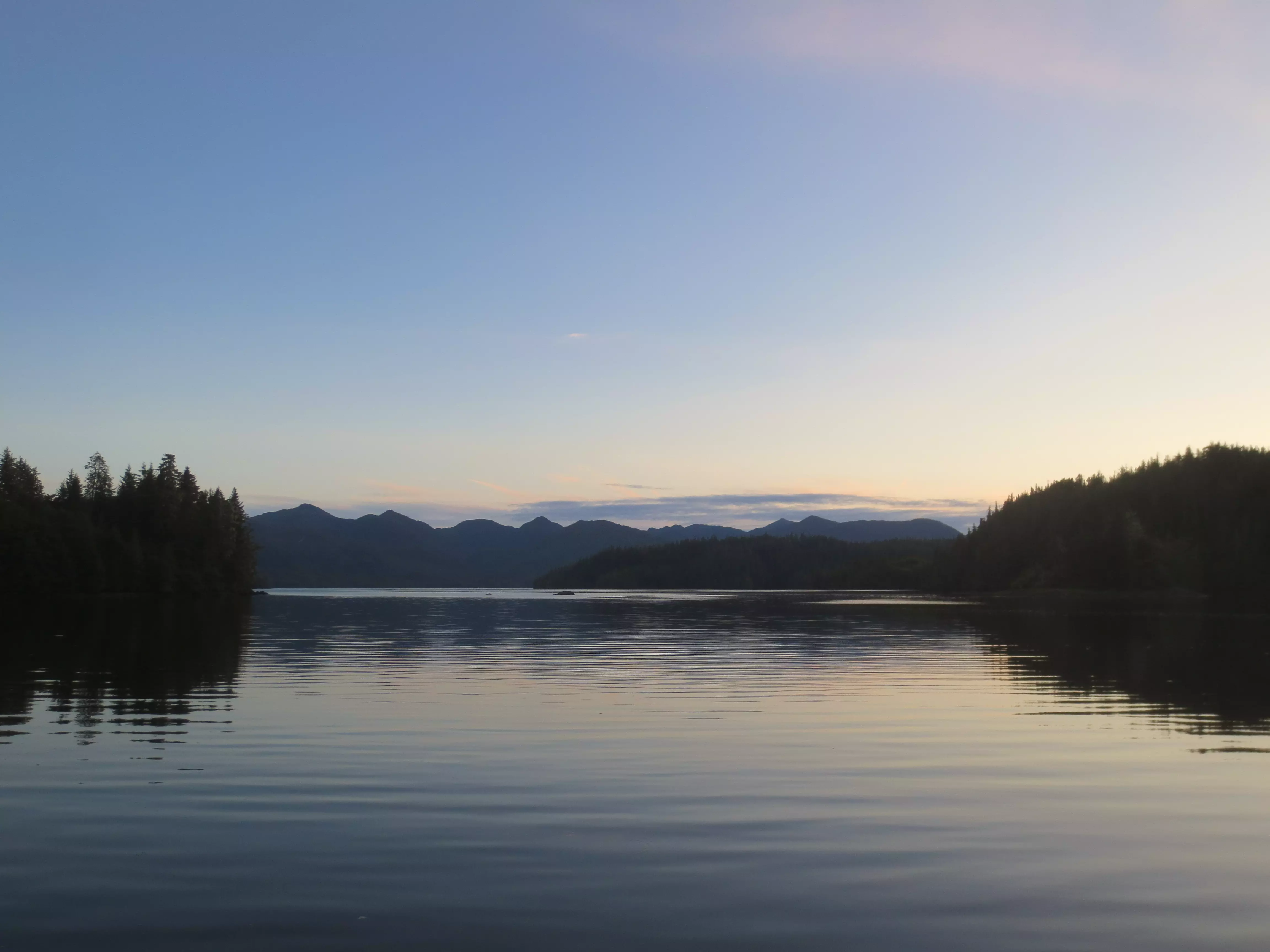
رأس مدخل كوميالون
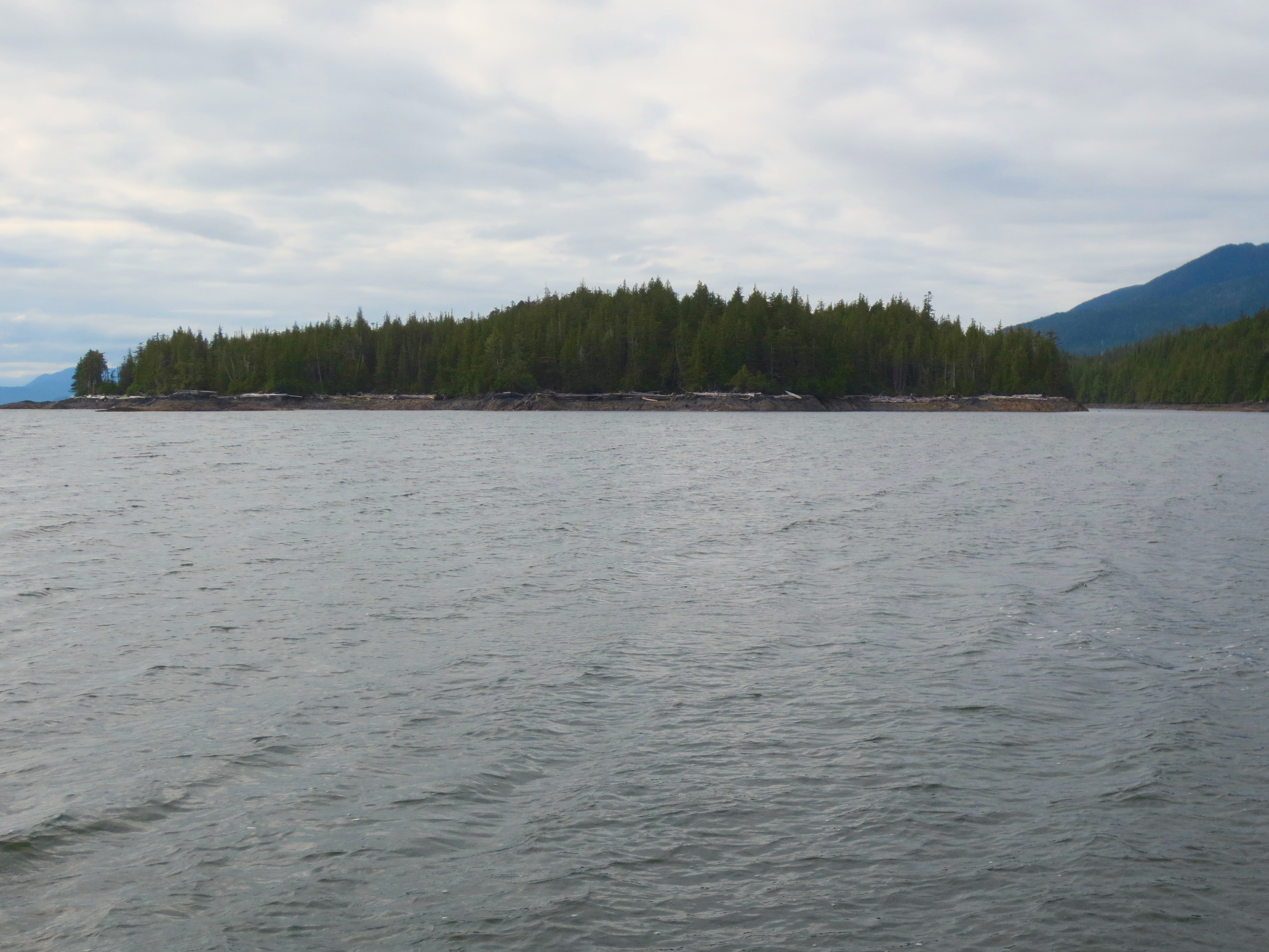
جزيرة كوميالون
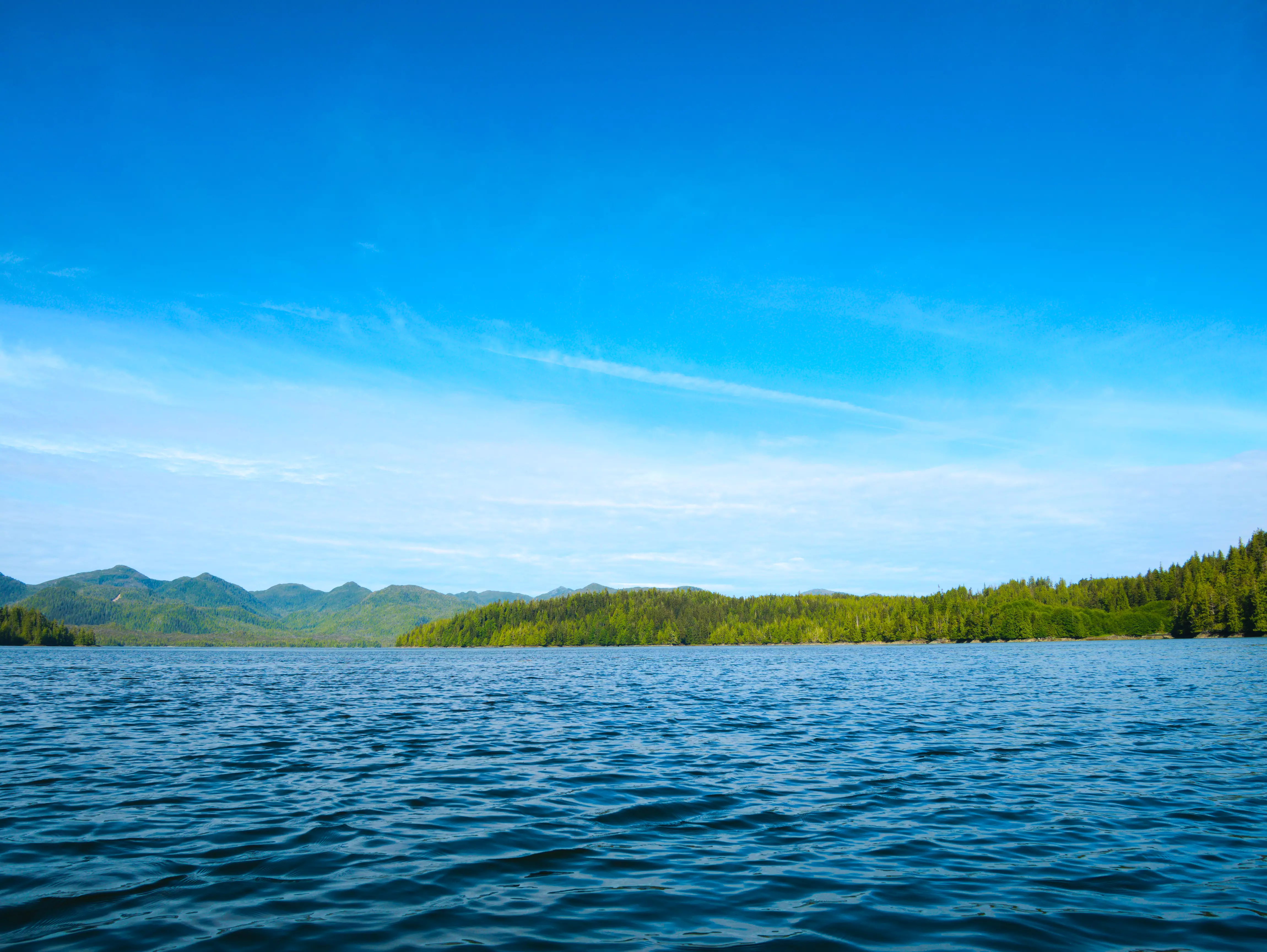
مدخل كوميالون عند الشروق